# Frank Abbott (Australianfootballspeler)
Stewart Phillip "Frank" Abbott (6 juli 1885 - 4 augustus 1947) was een Australianfootballspeler die speelde voor Fitzroy Football Club. Tussen zijn twee periodes bij Fitzroy, speelde hij voor Essendon Town in de VFA.